# CSETI
CSETI (the Center for the Study of Extraterrestrial Intelligence、地球外知性研究センター)は、UFOに対する情報を収集している国際団体である。特に地球外生命体に注目している。

## 概要
CSETIは、非営利団体として、スティーブン・グリアによって1990年に設立され、設立以来彼が団体を率いている。CSETIの目的は、「平和的で持続的な関係を地球外生命体との間に築くこと」である 。この団体の設立趣意に関する公式声明は、異星人との新しい種類の接触法、すなわち「第五種接近遭遇 Close encounter of the fifth kind (CE-5)」を含んでいる。この組織は目的のために、設立当初からこれまでに350万ドルから500万ドルの資金を投じている。
外部からの調査ではこの団体の多くの主張が否定されてはいるが、CSETIは3,000以上の航空パイロットによるUFO目撃の「確認された」報告書と、4,000以上の（彼らが主張するところの）「着陸痕跡」の証拠品を有するとされる。これはUFOが地球に着陸後に、電磁気的記録などの痕跡的な証拠を残した事例のことを意味する。
1997年4月に、CSETIは、米国議会に対して、彼らの収集したUFO来訪に関する証拠と理論に関して声明を提出した。このときアポロ14号宇宙飛行士のエドガー・ミッチェルが協力している。最初の状況説明会の後、グリアとCSETIは、彼らの持つ証拠品に関して完全な形の公聴会を要求した。公聴会を開くことによって目撃者を召喚することができるようになり、また他の場合なら表に出ることないであろう目撃者の守秘義務を守るためであったが、連邦議会はこれを認めなかった。しかし、グリアは、団体を代表して、元CIA長官のジェームズ・ウールジーに面会したと主張した。グリアの説明では、CIA長官は「恥じ入っていた mortified」という。
2001年、CSETIは、ワシントン市で記者会見を行い、彼らの収集した証拠と声明、今回は連邦航空局の事故調査部門責任者、ジョン・キャラハンからの情報を含んでいた。キャラハンは、レーガン政権下でCIAと接触したと述べたが、この件についてCIAは接触があった事実を強く否定した。

## CE-5 第五種接近遭遇
CE-5 (close encountner of the fifth kind、第五種接近遭遇)とは、地球外知的生命体との至近接触法であり、一方通行のコミュニケーションではなく、双方向の意思伝達を特徴とする。第一種から第四種までの接近遭遇がいずれも受動的であり（ちなみに、スピルバーグの映画「未知との遭遇」の原題は Close Encounter of the Third Kind 第三種接近遭遇である）、地球外生命体の主導によるのに対し、第五種接近遭遇では、意識的、自発的、積極的に、人間主導により、または共同作業として、地球外生命体と遭遇、接触する。グリア自身の主張によれば、1997年3月13日のフェニックスの光も、フェニックスのある研究室に午後5時半に到着したばかりのグリアが、CE-5プロトコルによって呼び寄せたUFOであるとしており、目撃が多かったのは午後8時半頃であった。